# Carlos Palacio
Carlos Palacio (Alcoy, 13 de enero de 1911 - París, 19 de febrero de 1997) fue un compositor español.
El compositor, de origen humilde, destacó por haberle sido encargado por el Gobierno de la Segunda República a través del Ministerio de Instrucción Pública en 1936 distintos himnos para los combatientes republicanos en la Guerra Civil junto a otros musicólogos y compositores.
Alcanzó más fama al ser quien compuso el himno de las Brigadas Internacionales con letra de poeta alemán Erich Weinert y que originalmente se titulaba Himno a Luis Carlos Prestes. Así mismo es el autor de la música de la canción Las compañías de acero cuya letra es del poeta Luis de Tapia. El texto de la canción aparece en la recopilación de canciones Colección de Canciones de Lucha publicada en Valencia en 1939 (p.23).
Tras la guerra vivió el resto de su vida en el exilio en París, visitando España en varias ocasiones.

## Composiciones
- Colección de Canciones de Lucha. Imprenta Tipografía Moderna. Valencia, 1939. Recopilatorio de canciones e himnos de los primeros meses de la guerra civil.
- Edición en facsímile Colección de Canciones de Lucha. Madrid: Ediciones Pacífic, 1980. ISBN 84-85661-00-1
- Cuatro cantos de España sobre seis poemas de Rafael Alberti (Castilla, Flor de mi pueblo, Desfiladero, Nana, El molino, Despertar, )
- Cinco canciones basadas en poemas de Cervantes.